# Josef Dobrowsky
Josef Dobrowsky (ur. 22 września 1889 w Karlowych Warach, zm. 9 stycznia 1964 w Tullnerbach) – austriacki malarz.
Uczęszczał do wiedeńskiej Szkoły Rzemiosła Artystycznego, a w latach 1906–1919 (z przerwami w latach 1911–1912 i 1914–1918 z powodu służby wojskowej w czasie I wojny światowej) studiował w Akademii Sztuk Pięknych w Wiedniu w klasie Christiana Griepenkerla i Rudolfa Bachera. W czasie studiów otrzymał nagrodę dworu cesarskiego i nagrodę rzymską. Od 1919 Dobrowsky był już wolnym artystą. Przyłączył się do stowarzyszenia wiedeńskich artystów „Wiener Secession”, którego członkiem honorowym został w 1955. Od 1934 był on także członkiem grupy „Prager Sezession”. W latach 1946–1963 był profesorem mistrzowskiej klasy malarstwa Akademii Sztuk Pięknych. Jego uczniami byli m.in. Alfred Hrdlicka i Josef Mikl.
Josef Dobrowsky był jednym z najbardziej znaczących austriackich artystów okresu międzywojennego. W jego wczesnych dziełach widoczne są wpływy Gustava Klimta, Albina Egger-Lienza i Ferdinanda Hodlera. Od 1920 roku zajmował się malarstwem Pietera Bruegla starszego. Pod jego wpływem malował wtedy pejzaże i sceny rodzajowe w ziemistym kolorycie. Później tworzył głównie portrety i pejzaże (także akwarele) w ekspresyjnych kolorach. Jego obrazy promieniują melancholijnym ciepłym nastrojem.

## Dzieła
- Mädchen mit Kappe (Wiedeń, Leopold Museum), olej na płótnie, 60 × 50,4 cm
- Donaulände in Ybbs (Wiedeń, Leopold Museum), olej na kartonie, 46 × 59,3 cm
- Mädchen vor Schmuckschatulle (Wiedeń, Leopold Museum), 1929, olej na płótnie, 79,2 × 60,3 cm
- Häuser in Karlsbad (Wiedeń, Leopold Museum), 1930, olej na płótnie, 73,2 × 92 cm
- Bildnis Frau Dr. L.F. – Frau mit weißer Bluse (Wiedeń, Leopold Museum), przed 1937, olej na płótnie, 90 × 73,5 cm
- Frau mit gestreifter Bluse (Wiedeń, Leopold Museum), 1943, olej na kartonie, 90,3 × 70,2 cm